# Гана на зимних Олимпийских играх 2022
Гана участвовала в зимних Олимпийских играх 2022 года в Пекине, Китай, с 4 по 20 февраля 2022 года.
Команда Ганы состояла из одного мужчины-горнолыжника, что ознаменовало возвращение страны в этот вид спорта впервые с 2010 года. Горнолыжник Карлос Мадер также был знаменосцем страны на церемонии открытия. В то же время, во время закрытия олимпиады страну представлял волонтёр.

## Участники
Ниже приведён список участников, участвующих в Олимпийских Играх.
| Спорт       | Мужчины | Женщины | Всего |
| ----------- | ------- | ------- | ----- |
| Горные лыжи | 1       | 0       | 1     |
| Всего       | 1       | 0       | 1     |

## Горные лыжи
Карлос Мадер соответствовал базовым квалификационным стандартам, что означает, что Гана квалифицировала одного горнолыжника мужского пола. Мадер родился в Гане, но был усыновлен швейцарскими родителями и большую часть своей жизни прожил в Швейцарии. Мадер был самым старым горнолыжником на играх.
| Спортсмен    | Событие                     | Забег 1     | Забег 1     | Забег 2               | Забег 2               | Всего                 | Всего                 |
| Спортсмен    | Событие                     | Время       | Место       | Время                 | Место                 | Время                 | Место                 |
| ------------ | --------------------------- | ----------- | ----------- | --------------------- | --------------------- | --------------------- | --------------------- |
| Карлос Мадер | Гигантский слалом — мужчины | Не закончил | Не закончил | Не продвинулся вперёд | Не продвинулся вперёд | Не продвинулся вперёд | Не продвинулся вперёд |